# هايز فان دير بيرغ
هايز فان دير بيرغ (8 ديسمبر 1994 في جنوب أفريقيا - ) (بالإنجليزية: Hayes van der Berg)‏ هو لاعب كريكت جنوب أفريقي.

## وصلات خارجية
- هايز فان دير بيرغ على موقع إي آس بي آن كريك إنفو (الإنجليزية)